# Hône
Hône est une commune italienne de la Vallée d'Aoste. Elle est la seule commune d'Italie dont le nom commence par la lettre H.

## Géographie
La commune de Hône se situe dans la basse Vallée d'Aoste, à la limite orientale de la plaine d'Arnad, tout près de la cluse de Bard. Son territoire s'étend à l'entrée de la vallée de Champorcher et en face du fort de Bard, et a pour limites la Doire Baltée au nord, et le torrent Ayasse à l'est. Le chef-lieu de Hône est relié au bourg de Bard par le pont de Bard.

Localisation de la commune de Hône à l'intérieur de la Vallée d'Aoste.

## Histoire
La présence de pierres en coupelle (des pierres creusées qui servaient pour des rites propitiatoires et religieux) et de balmes (des refuges creusés dans le rocher), témoignent du fait que cet endroit est habité sans doute dès les âges du bronze et du fer. Par contre, aucune pièce d'époque romaine n'a été retrouvée.
Au Moyen Âge, Hône fut assujetti à la domination de l'une des principales maison noble valdôtaine, la maison de Bard, vassal de la maison de Vallaise et de la maison de Savoie.
Hône a été l'un des premiers centres métallurgiques de la Vallée d'Aoste, et l'essor de cette vocation fut enregistré surtout au début du XXe siècle, avec la création de l'Usine à clous, jouant un rôle décisif pendant la Première Guerre mondiale pour fabriquer les clous pour les bottes des soldats.

## Excursions
À Hône se situe le départ de plusieurs parcours de randonnée pour rejoindre des belvédères sur la plaine d'Arnad, tels que le belvédère de Pourcil et la Serre de Biel.
Les trois gouilles de Hône font partie de la Route des gouffres, reliant les communes de Pontboset (Gouffre de Ratus), de Fontainemore (Gouffre de Guillemore) et de Champorcher (les Gouilles du Pourtset).

## Fêtes, foires
- La Fête de la Micoule (en patois hônois, Feuhta de la Micóoula), le pain doux traditionnel hônois - le 8 décembre.

## Sport

### Football
La commune de Hône est représentée par la société de football intracommunale Pont Donnaz Hône Arnad Évançon, regroupant plusieurs communes de la basse Vallée d'Aoste. Les matchs se disputent au terrain communal de Montjovet.

## Évolution démographique
Habitants recensés

## Administration

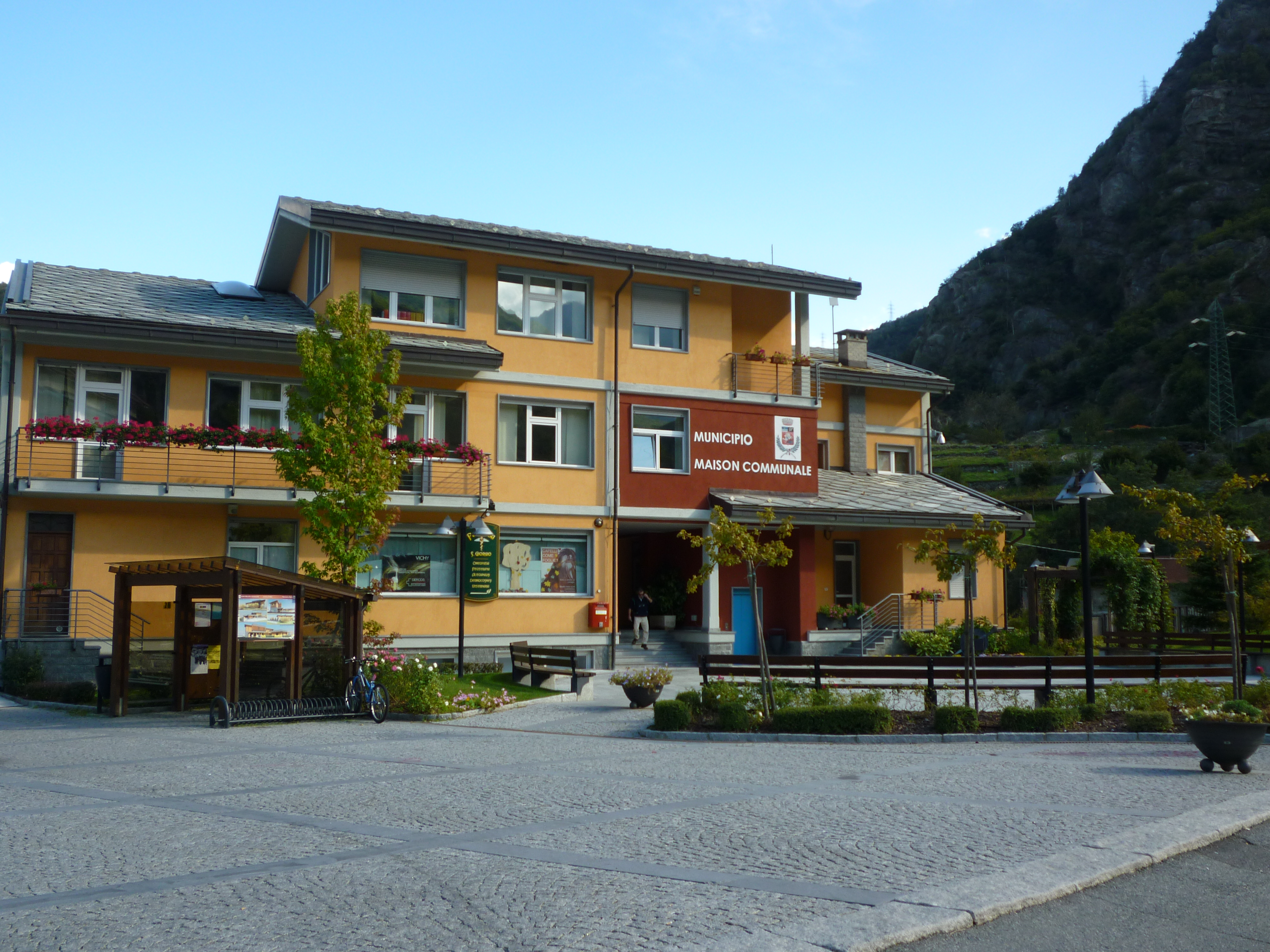
La maison communale de Hône, place Jacob Gossweiler.

| Période                                  | Période     | Identité            | Étiquette        | Qualité |
| ---------------------------------------- | ----------- | ------------------- | ---------------- | ------- |
| 1985                                     | 1998        | René Praduroux      | Union Valdôtaine | Syndic  |
| 29 juin 1998                             | 2000        | Jean-Louis Bertschy | Union Valdôtaine | Syndic  |
| 8 mai 2000                               | 24 mai 2010 | Jean-Louis Bertschy | Liste civique    | Syndic  |
| 10 mai 2005                              | 24 mai 2010 | Jean-Louis Bertschy | Liste civique    | Syndic  |
| 24 mai 2010                              | 2014        | Jean-Louis Bertschy | Liste civique    | Syndic  |
| 2014                                     | En cours    | Alex Micheletto     | Liste civique    | Syndic  |
| Les données manquantes sont à compléter. |             |                     |                  |         |

### Hameaux

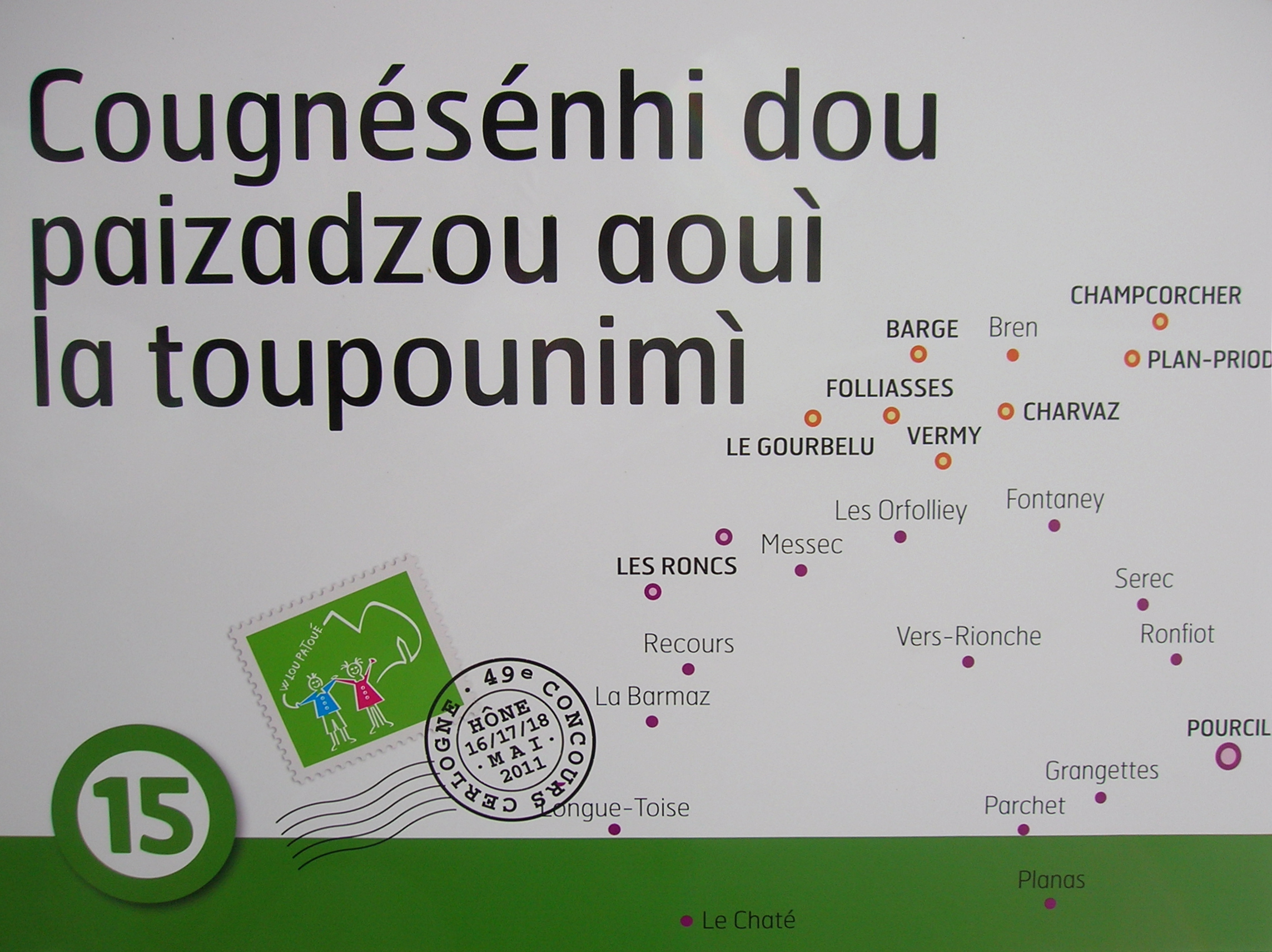
Plan des hameaux de Hône en patois hônois préparé pour le Concours Cerlogne de 2011.

L'Adret, Barge, La Barmaz, Les Barrières, Biel, Le Bois-Vuillermoz, Bourche, Bren, Champcorcher, Le Chanton, Charvaz, La Clévaz, Closallaz, Le Col-de-Courtil, Cougnin, La Cournou, Courtalès, Courtil, La Croisettaz, Crou du Tor, Folliasses, Fontaney, Le Glairet, Le Gourbelu, Le Grand-Château, Grangettes, Les Grissettes, Les Grisses, La Guiaz, La Lientaz, Longue-Toise, Messec, Maison-Blanche, Le Nerey, Les Orfolliey, Parchet, Planas, Plan-Fiou, Plan-Palas, Plan-Priod, Pountoulet, Pourcil, Prarion, Préle, Le Pré-du-Roux, Le Raffor, Recours, Le Revers, Le Ronc, Les Roncs, Ronfiot, La Ruine, Serec, La Serre-de-Biel, Séville, Travelec, Le Chaté, Champagne-d'Hône, La Chantelou, Chapelle-Costaz, Les Valleilles, Vareynaz, Verfie, Vermy, Le Verney, Vers-les-Prés, Vers-Rionche.

### Communes limitrophes
Arnad, Bard, Donnas, Pontboset.

## Transports
La commune dispose d'une gare sur la ligne Chivasso - Aoste, desservie par un train toutes les heures environ.

## Jumelages
- Commune de Nora (Suède)